# Bình Định, Hưng Yên
Bình Định là một xã thuộc tỉnh Hưng Yên, Việt Nam.

## Địa lý
Xã Bình Định nằm ở phía nam của tỉnh Hưng Yên, nằm cách trung tâm thủ đô Hà Nội khoảng 93 km về phía đông nam, có vị trí địa lý:
- Phía đông giáp xã Nam Tiền Hải và xã Tây Tiền Hải.
- Phía tây giáp xã Bình Thanh.
- Phía bắc giáp xã Kiến Xương.
- Phía nam giáp xã Giao Hòa và xã Giao Thủy của tỉnh Ninh Bình, có ranh giới tự nhiên là sông Hồng.

## Lịch sử
Ngày 16 tháng 6 năm 2025, Ủy ban Thường vụ Quốc hội ban hành Nghị quyết số 1666/NQ-UBTVQH15 về việc sắp xếp các đơn vị hành chính cấp xã của tỉnh Hưng Yên năm 2025. Theo đó, sắp xếp toàn bộ diện tích tự nhiên, quy mô dân số của các xã Hồng Tiến, Nam Bình và Bình Định thành xã mới có tên gọi là xã Bình Định.